# Carta de Gemlich
La carta de Gemlich  se refiere a una carta escrita por Adolf Hitler a instancias de Karl Mayr a Adolf Gemlich, un soldado del ejército alemán. Se cree que la carta, escrita en 1919 en respuesta a una solicitud de aclaración sobre la cuestión judía, es la primera pieza conocida de  antisemita escrito por Hitler, y primer artículo político de Hitler. Debido a que la carta es el primer registro de las opiniones antisemitas de Hitler, y debido a que llevó a Hitler a la política, se considera un documento importante en Estudios sobre el Holocausto.
En la carta, Hitler argumenta que el antisemitismo debe basarse en hechos, los judíos eran una raza y no un grupo religioso, y que el objetivo del gobierno "debe ser inquebrantablemente la eliminación total de los judíos".

## Historia
Hitler, que permaneció en el ejército alemán después de la Primera Guerra Mundial, regresó a Munich en septiembre de 1919. Asignado a una unidad de inteligencia y propaganda de la Reichswehr dirigida por el capitán Karl Mayr , Se ordenó a Hitler que redactara una respuesta a la pregunta de Adolf Gemlich sobre la posición del ejército sobre la cuestión judía. La respuesta de Hitler, fechada el 16 de septiembre de 1919, fue escrita por él o dictada por él y posteriormente mecanografiada por otro. Se cree que existen dos copias de la carta. Uno en los archivos estatales de Baviera en Munich, que está mecanografiado pero sin firmar, y el segundo en el Simon Wiesenthal Center, también mecanografiado pero firmado por Hitler. La segunda versión , que ahora se cree que es el original, fue descubierto en un archivo de Nuremberg por un soldado raso, William F. Ziegler, quien lo llevó a los Estados Unidos donde terminó en una colección privada. En 1990,  Charles Hamilton, el experto en caligrafía, autenticó la firma de la carta y, en 2011, el Centro Simon Wiesenthal la compró por 150.000 dólares.